# Kačenčina zahrádka
Přírodní památka Kačenčina zahrádka se nachází v dolní části obce Deštné v Orlických horách mezi lyžařskými sjezdovkami. Byla zřízena správou chráněné krajinné oblasti Orlické hory v roce 2005 na ploše o rozloze 0,637 ha.
Přírodní památka je veřejnosti přístupná – od silnice vede povalový chodník, podél nějž jsou umístěny informační tabulky o místních rostlinných druzích.

## Důvod ochrany
V rámci přírodní památky Kačenčina zahrádka je zachován zbytek polopřirozených travinobylinných společenstev, na kterém rostou křovinné vrby a další chráněné rostliny například rosnatka okrouhlolistá (Drosera rotundifolia), ostřice Davallova (Carex davalliana), prstnatec májový (Dactylorhiza majalis), upolín nejvyšší (Trollius altissimus), pětiprstka žežulník (Gymnadenia conopsea). Ze živočichů zde žije ještěrka živorodá (Zootoca vivipara) a zmije obecná (Vipera berus).

## Další fotografie

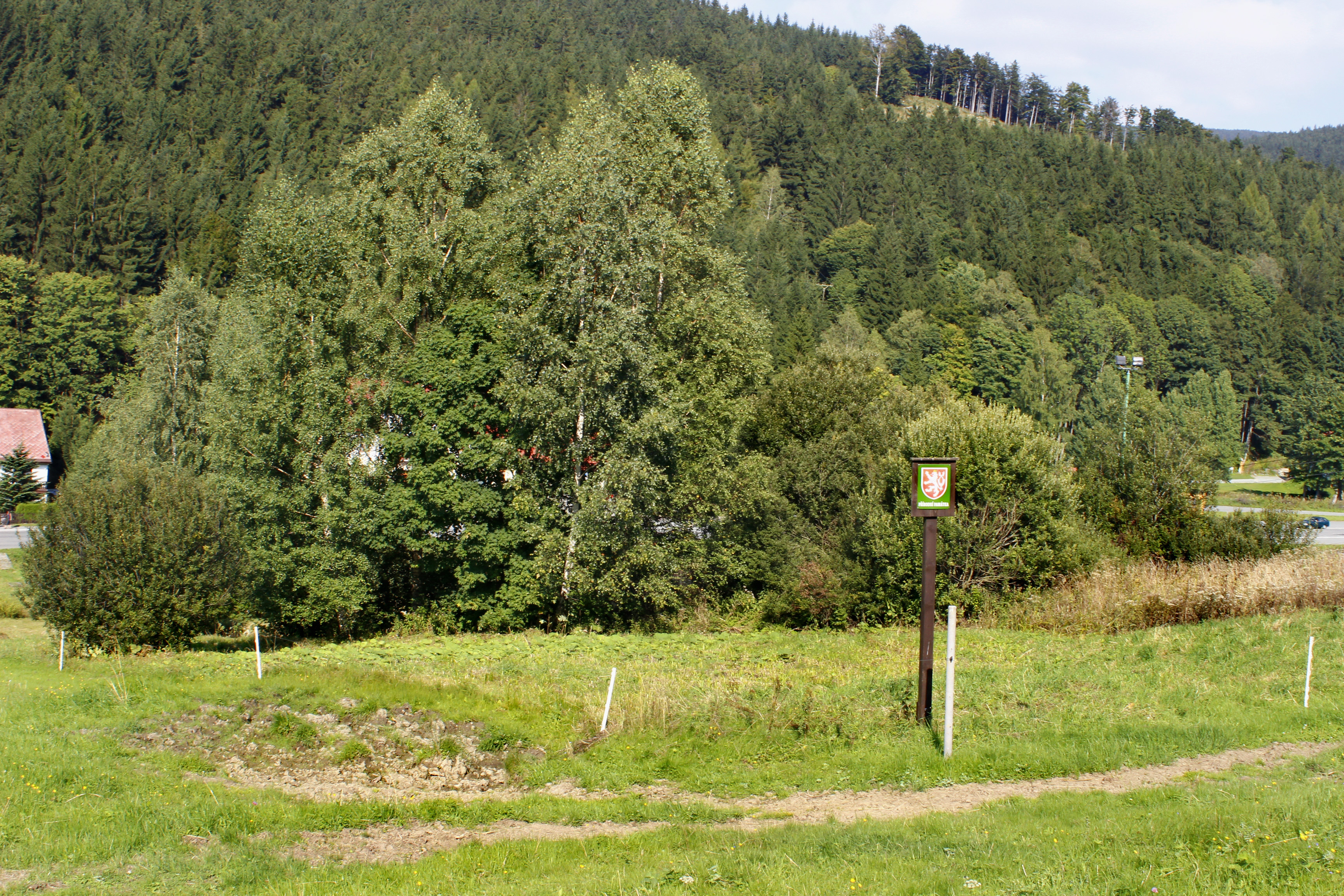
Horní část chráněného území
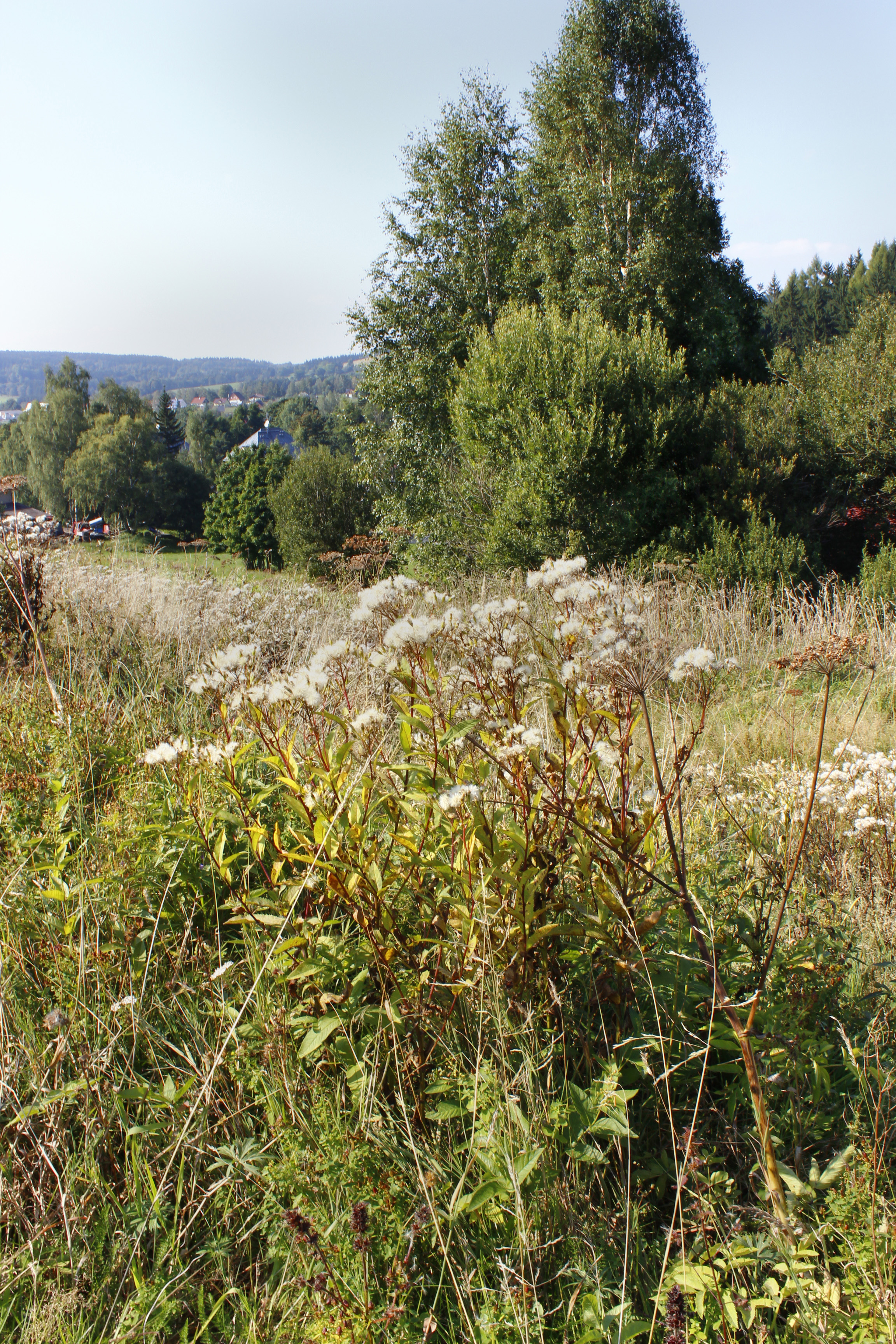
Detailní pohled